# Le Tailleur de pierre
Le Tailleur de pierre (titre original : Stenhuggaren) est un roman policier de Camilla Läckberg, publié en Suède le 1er juin 2005. La version française paraît le 3 octobre 2009 aux éditions Actes Sud dans la collection Actes noirs.

## Résumé
Le corps d'une fillette est retrouvé, noyée dans la mer à Fjällbacka. Mais certains points mènent à croire que sa mort n'a pas été accidentelle. Patrick Hedström, un agent du commissariat de Tanumshede, se charge de l'enquête. Après avoir reconnu la fillette, il se rend compte que c'est la fille de l'amie de sa femme. En s'enfonçant dans l'investigation, il plonge dans un tourbillon de secrets noirs et de meurtres qu'il ne soupçonnait pas.

## Personnages
- Erica Falck : auteur de biographies, elle vit avec Patrik Hedström avec qui elle a une enfant : Maja.
- Patrik Hedström : inspecteur de police, il vit avec Erica.
- Anna Maxwell : sœur d'Erika.
- Lucas Maxwell : ex-mari d'Anna, homme d'affaires arriviste et violent qui la battait (cf. La princesse des glaces).
- Bertil Mellberg : chef du commissariat de police de Tanumshede.
- Martin Molin : jeune inspecteur de police. Le plus jeune employé du poste de police. Naïf inapte au métier de policier. On ne lui confie que des tâches subalternes.
- Ernst Lundgren : inspecteur de police. Laid, sans charme, colérique, prétentieux, ne manque pas une occasion pour se faire remarquer de son chef (Bertil Mellberg).
- Annika Jansson : secrétaire au commissariat. Spécialiste des archives et de psychologie
- Tord Pedersen : médecin légiste.
- Charlotte Klinga: amie d'Erica, son compagnon s'appelle Niclas, médecin généraliste, avec qui elle a deux enfants : Albin et Sara : Sara (la victime) et Albin : son petit frère qui n'a que quelques mois.
- Asta et Arne : parents de Niclas
- Lillian Florin : mère de Charlotte.
- Stig Florin : mari de Lillian et beau-père de Charlotte.
- Jeannette Lind : maîtresse de Niclas
- Frida : copine de classe de Sara
- Kaj et Monica Wiberg : voisins de Lillian avec qui elle a tout le temps des querelles avec Kaj en particulier. Ils ont un fils, Morgan, qui souffre du syndrome d'Asperger, une forme particulière de l'autisme.
- Agnès : fille d'August Stjernkvist, un riche homme d'affaires qui vécut pendant les années 1920.
- Anders Andersson : jeune tailleur de pierre d'origine modeste.

## Éditions

### Édition originale suédoise
Édition originale imprimée en suédois
- Stenhuggaren, Forum, 29 juin 2005, 405 p.  (ISBN 978-9137126388)

### Éditions françaises

#### Édition imprimée originale
- Camilla Läckberg (trad. du suédois par Lena Grumbach et Catherine Marcus), Le Tailleur de pierre [« Stenhuggaren »], Arles, éd. Actes Sud, coll. « Actes noirs », 3 octobre 2009, 477 p., 24 cm (ISBN 978-2-7427-8662-6, BNF 42081233)

#### Livre audio
- Camilla Läckberg (trad. du suédois par Lena Grumbach et Catherine Marcus), Le Tailleur de pierre [« Stenhuggaren »], Paris, Audiolib, 17 mars 2010 (ISBN 978-2-35641-220-1, BNF 42163861)Texte intégral ; narratrice : Christine Pâris ; support : 2 disques compacts audio MP ; durée : 15 h 50 min environ ; référence éditeur : Audiolib 25 0256 5.

#### Édition en gros caractères
- Camilla Läckberg (trad. du suédois par Lena Grumbach et Catherine Marcus), Le Tailleur de pierre [« Stenhuggaren »], Cergy, éd. À vue d'œil, coll. « 16-17 : suspense », février 2011, 896 p., 24 cm (ISBN 978-2-84666-571-1, BNF 42380072)Édition présentée en deux volumes indissociables.

#### Édition au format de poche
- Camilla Läckberg (trad. du suédois par Lena Grumbach et Catherine Marcus), Le Tailleur de pierre [« Stenhuggaren »], Arles ; Montréal, éd. Actes Sud et éd. Leméac, coll. « Babel noir » (no 92), 2 octobre 2013, 592 p., 18 cm (ISBN 978-2-330-02158-0 et 978-2-7609-3478-8, BNF 43694358)Co-édition franco-canadienne.

## Adaptation à la télévision
- 2009 : Stenhuggaren, téléfilm suédois réalisé par Emiliano Goessens (sv). Le Tailleur de pierre est adapté dans ce téléfilm en deux parties diffusées en décembre 2009 sur la chaîne de télévision suédoise SVT[1].

### Distribution[2]
- Elisabet Carlsson (en) : Erica Falck
- Niklas Hjulström (en) : Patrik Hedström
- Sven-Åke Gustavsson : Bertil Mellberg
- Anja Lundkvist : Charlotte Florin
- Jonas Karlström (en) : Martin Molin
- Christer Fjällström : Gösta Flygare
- Ingvar Haggren : Ernst Lundgren
- Lotta Karlge : Annika Jansson
- Jenny Lampa : Agnes som ung
- Mona Malm : Lilian Florin
- Björn Bengtsson : Niklas Klinga
- Martin Wallström : Anders Andersson
- Dag Malmberg : August
- Erik Årman : Simon
- Ingemar Carlehed : Stig Florin
- Marie Delleskog : Agnes som äldre
- Josefin Neldén : Mary
- Hanna Bäfver : Mary som ung
- Elly Olivebring : Mary som barn
- Simon Norrthon : Kaj Wiberg
- Karl Malmberg : Morgan Wiberg
- Irma Schultz Keller : Monica Wiberg
- Claudio Saldago : Pedersen